# Macuelizo, Nicaragua
Macuelizo är en kommun (municipio) i Nicaragua med 6 570 invånare. Den ligger i den bergiga norra delen av landet i departementet Nueva Segovia, vid gränsen till Honduras. I kommunen ligger de berömda termakällorna Hervideros de Macuelizo.

## Geografi
Macuelizo gränsar till kommunerna Dipilto och Ocotal i öster, Totogalpa, Somoto i söder och Santa María i väster, samt till Honduras i norr. Det finns inga större orter i kommunen. Centralorten Macuelizo, som ligger vid floden med samma namn, har endast 247 invånare (2005).

## Natur
Genom kommunen rinner floden Macuelizo, först mot sydväst och sedan most sydost. På båda sidor om floden ligger höga berg, med små dalgångar emellan. De högsta bergen i kommunen är El Ayote (1571 m), La Peña (1456 m), El Gritón (1424 m), Marimacho (1410 m), El Carrizal (1335 m), El Puntal (1294 m), Suyatal (1265 m), El Copetudo (1225 m), och El Tapacales (1104 m).
I Las Cañnas, 7 km öster om centralorten, ligger termakällorna Hervideros de Macuelizo. Källorna som sträcker sig längs ett 2 km långt område anses ha hälsobringande effekter.

## Historia
Kommunen grundades 1813.

## Religion
Kommunen firar sin festdag den 12 december till minne av Vår Fru av Guadalupe.